# Biała Górna (przystanek kolejowy)
Biała Górna – przystanek osobowy, a dawniej stacja kolejowa w Białej w województwie dolnośląskim.

## Opis stacji

### Budynek dworca
Budynek stacji znajduje się po zachodniej stronie linii kolejowej. Budynek wykonany jest z cegły oraz częściowo z muru pruskiego. Obecnie adaptowany do innych celów.

### Perony
Peron znajduje się po zachodniej stronie linii kolejowej.